# Bukowa Kopa
Bukowa Kopa – wzniesienie 851 m n.p.m. w południowo-zachodniej Polsce, w Sudetach Wschodnichch, w Górach Złotych, na granicy z Czechami.
Wzniesienie położone na obszarze Śnieżnickiego Paruk Krajobrazowego w południowo-wschodniej części Gór Złotych, około 3,9 km na wschód od centrum miejscowości Lądek-Zdrój po północno-wschodniej stronie od Przełęczy Karpowskiej.
Kopulaste wzniesienie o regularnej rzeźbie i ukształtowaniu oraz stromych zboczach z wyrazistym szczytem, który minimalnie wyrasta ponad prawie płaską powierzchnia szczytową. Wznosi się w środkowej części głównego, miejscami skalistego grzbietu głównego ciągnącego się w kierunku południowym, który stromo opada do Przełęczy Karpowskiej. Wzniesienie wyraźnie wydzielają od zachodu i wschodu wykształcone górskie doliny. Od bliźniaczego wyższego wzniesienia Kobylej Kopy, położonego na tej samej powierzchni szczytowej ok. 500 m. po północnej stronie oddzielone jest niewielkim obniżeniem. Wzniesienie budują gnejsy gierałtowskie należące do jednostki geologicznej metamorfiku Lądka i Śnieżnika. Zbocza wzniesienia w dolnej części pokrywa niewielka warstwa młodszych osadów z okresu zlodowaceń plejstoceńskich. Cała powierzchnia wzniesienia porośnięta jest lasem świerkowym regla dolnego z niewielką domieszką drzew liściastych. Zboczami wzniesienia trawersuje sieć leśnych dróg i ścieżek. U południowego podnóża wzniesienia, położona jest Przełęcz Karpowska. Położenie wzniesienia nad przełęczą, kształt oraz wyraźny szczyt czynią wzniesienie rozpoznawalnym w terenie.
Po II wojnie światowej przez wzniesienie, wzdłuż granicy państwowej prowadził szeroki zaorany pas graniczny.

## Turystyka
Przez szczyt wzniesienia przechodzi pieszy szlak turystyczny:
- niebieski -czeski szlak prowadzący z Javorník do Travná.